# Agafokleja Alexandrowna Poltorazkaja

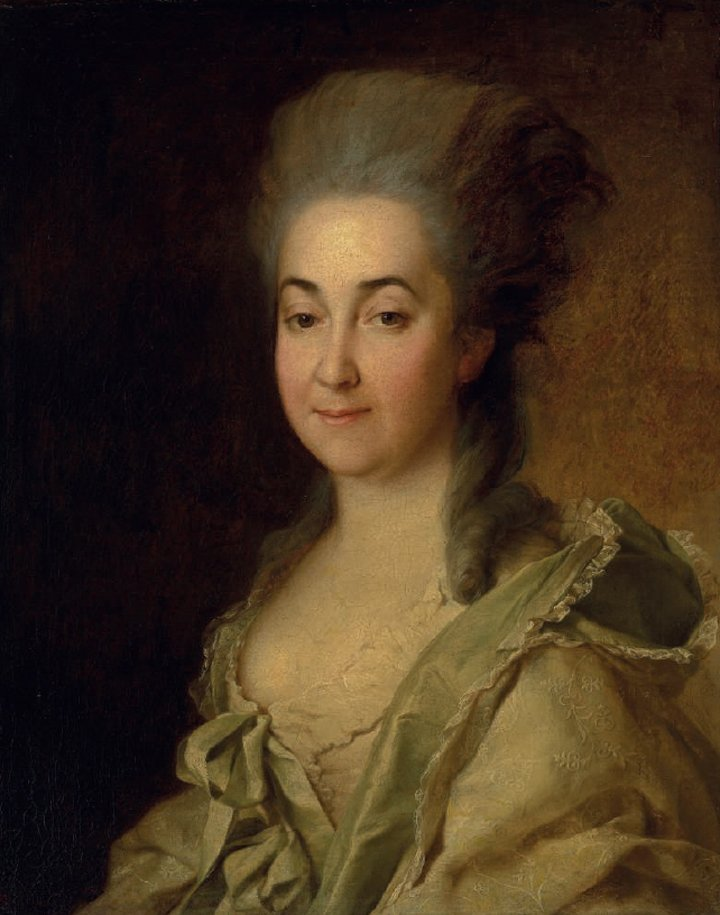
Agafokleja Alexandrowna Poltorazkaja (D. G. Lewizki, 1781, Tretjakow-Galerie, Moskau)

Agafokleja Alexandrowna Poltorazkaja, geboren Agafokleja Alexandrowna Schischkowa, (russisch Агафоклея Александровна Полторацкая, Geburtsname russisch Агафоклея Александровна Шишкова; * 29. Junijul. / 10. Juli 1737greg.; † 12. Oktoberjul. / 24. Oktober 1822greg.) war eine russische Unternehmerin und Steuerpächterin.

## Leben
Agafokleja Alexandrowna stammte aus einer nichr reichen Grundherrenfamilie. Noch nicht 15-jährig wurde sie mit dem verwitweten St. Petersburger Hofkapellmeister Mark Fjodorowitsch Poltorazki verheiratet. Darauf führte sie energisch und geschickt den großen Haushalt mit Dienerschaft, Verwandtschaft und einer wachsenden Zahl von Kindern.
Poltorazkaja war schön, klug und begabt. Sie hatte einen eisernen Charakter und einen ungewöhnlichen Geschäftssinn. Aus dem kleinen Landgut Grusiny bei Torschok, das ihr Mann in den 1740er Jahren erworben hatte, machte sie eine große Grundherrschaft mit 4000 Seelen (leibeigenen Bauern). Sie gründete Brennereien und andere Betriebe und war Steuerpächterin in fast dem gesamten Gouvernement Twer.

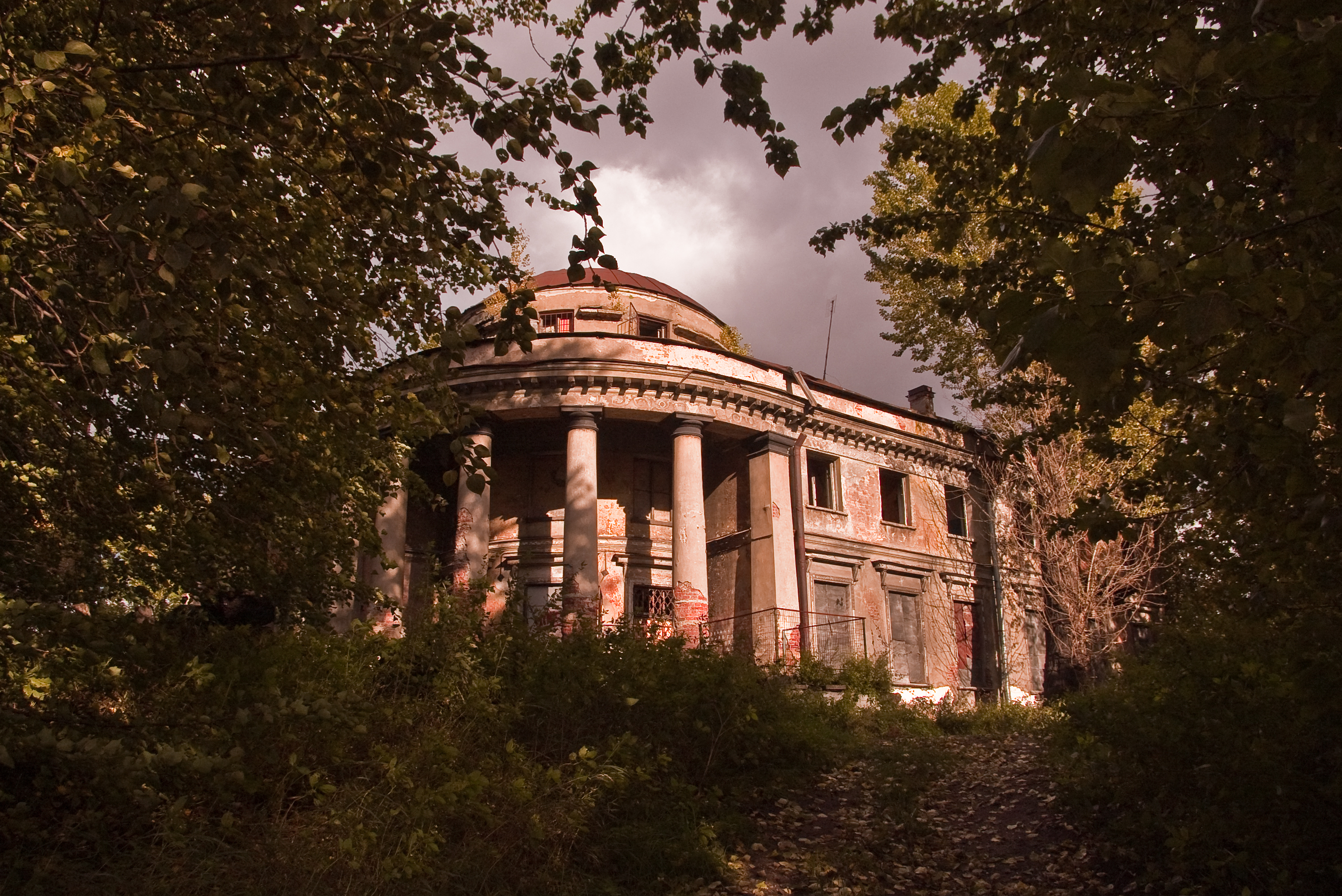
Utkin-Datsche

Zu den vielen Landgütern der Poltorazkis gehörte auch der Ackerhof Okkerwil an der Einmündung des Flusses Okkerwil in die Ochta im Nordosten St. Petersburgs. Dort ließ Poltorazkaja 1790 von Nikolai Alexandrowitsch Lwow ein stattliches Herrenhaus errichten. 1814 bot sie es per Zeitungsinserat zum Verkauf an. 1828 wurde es von der Familie Utkin erworben, so dass es als Utkin-Datsche bekannt ist und als Architekturdenkmal geschützt wird.
Nach der Erinnerung ihrer Enkelin Anna Petrowna Kern konnte Poltorazkaja weder lesen noch schreiben. Auch unterschrieb sie nie Dokumente und hielt sich dafür einen besonderen Sekretär. Erklärt wurde dieses Verhalten durch den Verweis auf ihr Vergehen in ihrer Jugend, als sie durch Fälschung des Testaments eines entfernten Verwandten dessen Erbe an sich brachte und fast vor Gericht kam.
Poltorazkaja zeichnete sich durch ihre Herrschsucht, Strenge und sogar Grausamkeit aus und zwar nicht nur gegenüber ihren geschäftlichen Konkurrenten, sondern auch gegenüber ihrem Dienstpersonal, ihrem Mann und ihren Kindern. Ihre Wutausbrüche waren gefürchtet. Als das Gerücht von der Poltorazkaja-Tyrannei schließlich auch Alexander I. erreichte, soll er nach seiner Thronbesteigung Poltorazkajas öffentliche Bestrafung am Lobnoje mesto auf dem Moskauer Roten Platz angeordnet haben.

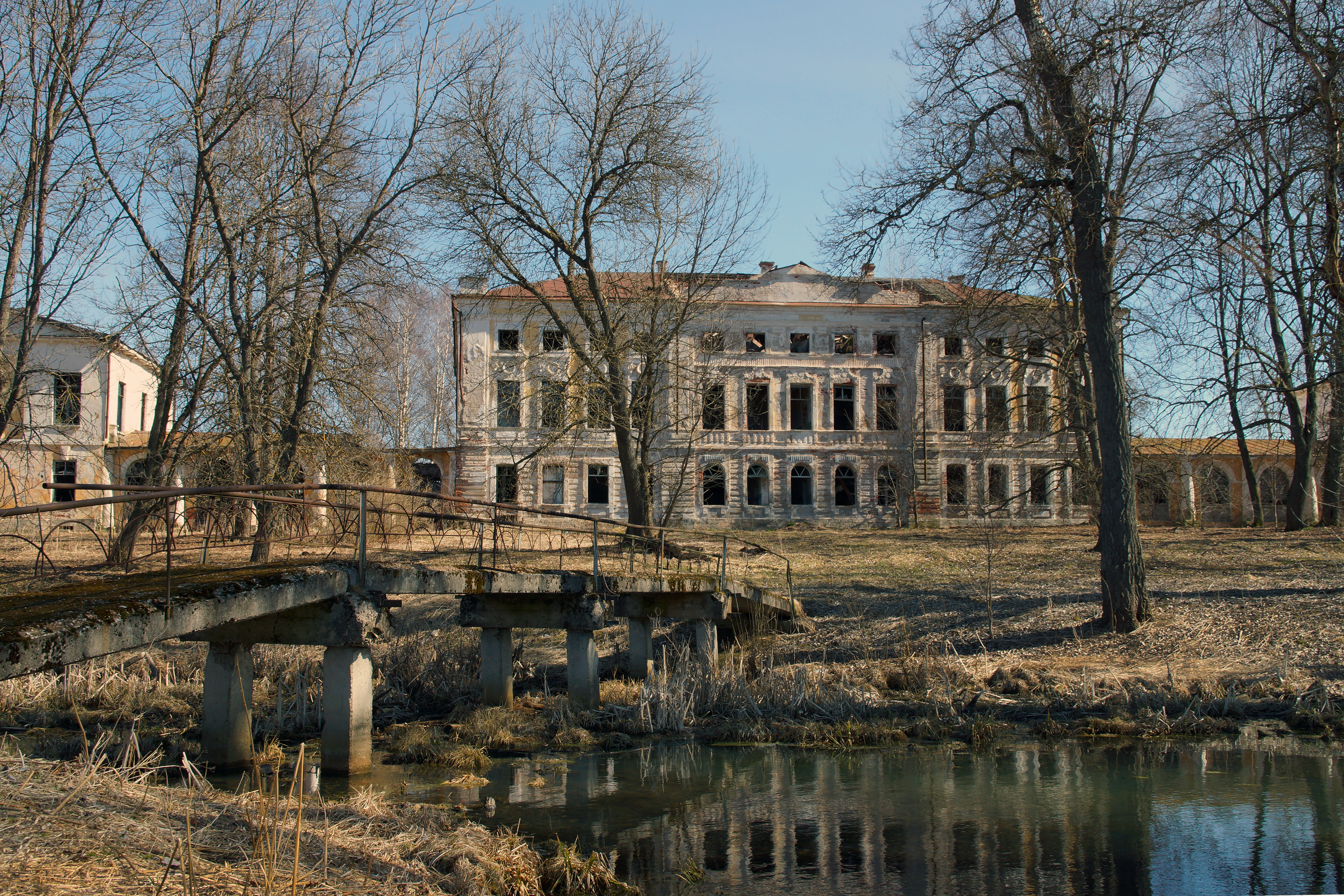
Herrenhaus Grusiny

Poltorazkaja lebte auf dem Landgut Grusiny in einem prächtigen Herrenhaus, das erhalten ist. Sie verehrte Katharina II. und kaufte nach deren Tod ihre Wäsche auf. Bei einer ihrer häufigen Fahrten nach Moskau wurde sie lange vor ihrem Tod bei dem Umsturz ihrer Kutsche so schwer verletzt, dass sie ihre Arme und Beine nie mehr richtig bewegen konnte und ihr Leben im Bett verbringen musste. Trotzdem übte sie ihre Herrschaft wie bisher aus. Sie spendete viel für Kirchen und kirchliche Schulen. Sie errichtete im Dorf Krasnoje bei Stariza die Verklärungskirche als genaue Kopie der Tschesmensker Kirche in St. Petersburg. Sie stiftete die neue Kathedrale in Stariza, die 12 Jahre lang gebaut und 1820 von dem Twerer Erzbischof Philaret Drosdow geweiht wurde. Als sie ihren Tod nahe fühlte, versammelte sie alle ihre Nachbargrundherren und ihre Bauern um sich, bekannte ihre Sünden und bat Gott um Vergebung. Sie wurde in der Kirche in Grusiny begraben.

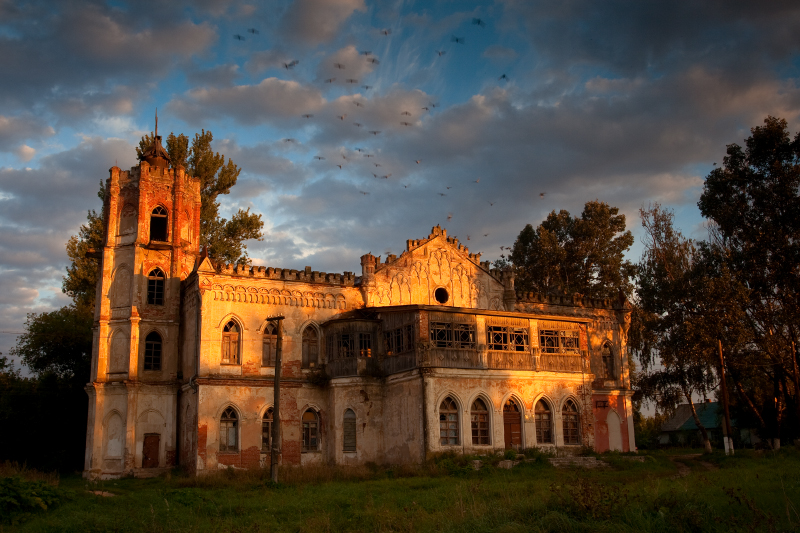
Herrenhaus Awtschurino (W. P. Stassow)

Zu Poltorazkajas Söhnen gehörten der Landwirt und Pferdezüchter Dmitri Markowitsch Poltorazki (1761–1818), der in den 1790er Jahren das Herrenhaus Awtschurina bei Fersikowo erwarb und dessen Sohn Sergei Dmitrijewitsch Poltorazki (1803–1884) Bibliograf wurde, der Oberberghauptmann Alexander Markowitsch Poltorazki (1766–1839) und der Generalleutnant Konstantin Markowitsch Poltorazki (1782–1858). Die Tochter Jelisaweta Markowna Poltorazkaja heiratete den Staatssekretär Alexei Nikolajewitsch Olenin (1763–1843) und bekam die Tochter Anna Alexejewna Olenina (1808–1888). Agafokleja Markowna Poltorazkaja (1776–1840) heiratete den Generalmajor Alexander Dmitrijewitsch Sucharew (1771–1853). Warwara Markowna Poltorazkaja (1778–1845) heiratete den Senator Dmitri Borissowitsch Mertwago (1760–1824). Der Komponist Wiktor Alexandrowitsch Poltorazki (1949–1985) war ein Ururururenkel.